# Kirchenprovinz Messina-Lipari-Santa Lucia del Mela
Die Kirchenprovinz Messina ist eine der fünf Kirchenprovinzen der Kirchenregion Sizilien der Römisch-Katholischen Kirche in Italien.

## Geografie
Die Kirchenprovinz erstreckt sich ungefähr über die sizilianische Metropolitanstadt Messina und Teile der Provinz Enna.

## Gliederung
Zur Kirchenprovinz gehören folgende Bistümer:
- Erzbistum Messina-Lipari-Santa Lucia del Mela
  - Bistum Nicosia
  - Bistum Patti